# Roaring Springs
Roaring Springs é uma cidade  localizada no estado norte-americano de Texas, no Condado de Motley.

## Demografia
Segundo o censo norte-americano de 2000, a sua população era de 265 habitantes.
Em 2006, foi estimada uma população de 237, um decréscimo de 28 (-10.6%).

## Geografia
De acordo com o United States Census Bureau tem uma área de
2,8 km², dos quais 2,8 km² cobertos por terra e 0,0 km² cobertos por água. Roaring Springs localiza-se a aproximadamente 764 m acima do nível do mar.

## Localidades na vizinhança
O diagrama seguinte representa as localidades num raio de 48 km ao redor de Roaring Springs.